# スヴェトラナ・ナゲイキナ
スヴェトラナ・ナゲイキナ（Svetlana Vyacheslavovna Nageykina、ロシア語: Светлана Вячеславовна Нагейкина、1965年2月2日 - ）は、ソビエト連邦、タンボフ州タンボフ出身の元クロスカントリースキー選手。1980年代後半から2000年代後半にかけてソビエト連邦およびロシア代表、ベラルーシ代表として活躍した。

## プロフィール
1988年のカルガリーオリンピックでは10kmで4位入賞、団体戦では金メダルを獲得、1988-1989シーズンのクロスカントリースキー・ワールドカップでは総合4位となった。
1991年ノルディックスキー世界選手権、1993年ノルディックスキー世界選手権、1997年ノルディックスキー世界選手権、1999年ノルディックスキー世界選手権、2001年ノルディックスキー世界選手権、1994年リレハンメルオリンピック、1998年長野オリンピックに出場したがいずれもメダルには届かなかった。
2001年に国籍をベラルーシに変更し、2002年のソルトレイクシティオリンピック、2003年ノルディックスキー世界選手権ではリレーで5位に入賞した。
2007年、42歳まで現役を続けて引退した。